# Peponocephala electra
Peponocephala electra (Динеголовий дельфін) — вид морських ссавців родини дельфінових. Єдиний представник роду Peponocephala.

## Поширення
Досить поширений у тропічних/субтропічних океанічних водах між 40 ° пн.ш. і 35 ° пд.ш. Надає перевагу глибокій воді.

## Морфологія

### Морфометрія
Голова і тіло довжиною 250—280 см, грудний плавник приблизно 50 см завдовжки, спинний плавник приблизно 25 см заввишки, хвіст приблизно 50 см, вага дорослих самців трохи більша 200 кг.

### Опис
Верх чорний, низ трохи світліший. Є 20—26 зубів з кожного боку кожної щелепи.

## Поведінка
Харчується кальмарами, креветками і дрібною рибою.

## Життєвий цикл
Новонароджені мають вагу 10-15 кг і довжину близько 50 см. Статева зрілість самців настає у 7 років, самиць — у 12 років. Тривалість життя: 47 років.